# Ibrahim Ferrer
Ibrahim Ferrer (San Luis, 1927. február 20. – Havanna, 2005. augusztus 6.) populáris afrokubai zenét játszó kubai énekes és zenész. Számos zenekarnak volt tagja, többek között a Conjunto Sorpresának, az Orquesta Chepin-Choven dzsessz-zenekarnak és az Afro-Cuban All Starsnak (utóbbi a legnevesebb kubai zenészeket tömöríti magába). Később a nemzetközileg is sikeres Buena Vista Social Club zenekar tagja lett.

## Élete
Ferrer San Luisban született, Santiago de Cuba közelében. 12 esztendős korában meghalt az édesanyja és árvasága miatt arra kényszerült, hogy pénzkeresés céljából az utcákon énekeljen.[] A következő évben Ferrer duettet alakított az unokatestvérével, Pineoval Jovenes del Son (Napifjak) néven – ez volt élete első közös zenei együttese. Zártkörű rendezvényeken játszottak és a két fiatalnak sikerült összekuporgatnia annyi pénzt, hogy mindketten meg tudjanak élni belőle.
Az elkövetkező néhány évben, Ferrer sok együttessel játszhatott együtt, köztük a Conjunto Sorpresaval és az Orquesta Chepin-Chovennel.
Az Orquesta Chepin-Choven későbbi vezetője, Electo Rosell írta Ferrer leghíresebb számainak egyikét, az El Platanal de Bartolót.
Ferrer a santería vallás követője volt, ami a hagyományos afrikai vallások és a katolikus vallás keveréke.

## Tevékenysége
1953-ban Ferrer Pacho Alonso együttesével kezdett el játszani Santiago de Cubában. 1959-ben az együttes végleg Havannába költözött, átnevezve magukat Los Bocucosnak, egy Santiagóban széles körben használt dobfajta után nevezve el magukat.
Ferrer Alonsoval közösen elsősorban kubai son, guaracha és más uptempo dalokat adott elő, viszont szívesebben énekelt volna inkább bolerót. Nem egészen negyven évvel később, 1997-ben Ry Cooder – 1998-ban Grammy-díjat nyert – Buena Vista Social Club albumának megjelenésével, Ferrer boleróénekesi tehetsége széles körben ismertté vált.
1996-ban Ferrer részt vett a World Circuit lemezkiadó ülésein, amikor bejelentették, hogy egy régi stílusú boleróénekesre lenne szükség. Ebben az évben ő közös lemezfelvételt készített A Toda Cuba le Gusta néven az Afro-Cuban All Starssal, az albumot 1998-ban Grammy-díjra jelölték.
1998-ban készített egy albumot, melyet az Egrem presents the roots of Buena Vista sorozat részeként az EGREM kubai lemezkiadó adott ki Tierra Caliente címen 2000-ben. A lemezen Ferrer énekelt, az együttes vezetőjének, Roberto Correrának a feldolgozásait, lead trombitajátékát tartalmazta a Los Bocucos együttes kíséretében. Az album a son-dzsessz és a big band összeolvasztásának stílusában készült el.

## Díjak
- Latin Grammy-díj: Best New Artist (2000)
- Latin Grammy-díj: Best Traditional Tropical Album (2003)
- Grammy-díj: Best Tropical Latin Album (2004)

## Diszkográfia
- 1960 - Mis tiempos con Chepín y su Orquesta Oriental
- 1973 - Lemezfelvétel a Los Bocucossal
- 1999 – Buena Vista Social Club Presents: Ibrahim Ferrer
- 2000 - Tierra Caliente (az Egrem presents the roots of Buena Vista sorozat részeként)
- 2000 - Que Bueno Está
- 2001 - Latin Simone szólószáma a Gorillaz együttes Gorillaz címen megjelent albumán
- 2002 - Mis Tiempos Con Chepín
- 2002 - La Collección Cubana
- 2002 - Tiempos Con Chepín y Su Orquesta
- 2003 - Buenos Hermanos
- 2004 - El Dandy
- 2005 - Ay, Candela
- 2006 - Mi Sueño (Montuno)
- 2006 - Rhythms Del Mundo

## Fordítás
Ez a szócikk részben vagy egészben  az   Ibrahim Ferrer című angol Wikipédia-szócikk ezen változatának fordításán alapul.  Az eredeti cikk szerkesztőit annak laptörténete sorolja fel. Ez a jelzés csupán a megfogalmazás eredetét és a szerzői jogokat jelzi, nem szolgál a cikkben szereplő információk forrásmegjelöléseként.